# Ulf Larsson (företagsledare inom nöjesbranschen)

För andra personer med samma namn, se Ulf Larsson (olika betydelser).  
Ulf Lars Sune Larsson, född 8 september 1954 i Eskilstuna Fors församling i Södermanlands län, är en svensk företagsledare inom nöjesbranschen.
Han kom till Gröna Lund omkring 1990, där han var finanschef och vice verkställande direktör och sedan verkställande direktör första gången 1997–2001. Han var därefter VD för Globenarenorna i fem år. Han återkom 2006 till Gröna Lund där han var VD och samtidigt koncernchef för Parks & Resorts Scandinavia till 2009. 2009 blev han VD för Junibacken i Stockholm.
Han var 2021 styrelseordförande för LasseMajas Deckarhus Linköping AB som planerar att under 2022 öppna LasseMajas Deckarhus i Linköping. Han var 2022 VD för projektet The Viking Museum med Staffan Götestam som initiativtagare.